# Ellen Rohlfs
Ellen Rohlfs (* 8. Oktober 1927 in Tübingen; † 9. November 2020) war eine deutsche Friedensaktivistin im Israel-Palästina Konflikt.

## Leben
Ellen Rohlfs war eine Tochter des Romanisten Gerhard Rohlfs.
Seit 1967 setzte sich Rohlfs für eine Verständigung und Versöhnung zwischen Israelis und Palästinensern ein mit Übersetzungen, Vorträgen, Ausstellungen und Büchern. Sie arbeitete mit Felicia Langer, Uri Avnery und vielen anderen zusammen.
Rohlfs war Nominatorin für vier internationale Friedenspreise (1990 Felicia Langer, Right Livelihood Award;
2001 Uri Avnery, Right Livelihood Award; 2008 Mitri Raheb, Aachener Friedenspreis; 2010 Ruchama Marton, Right Livelihood Award)
Am 13. September 1993 wurde ihr das Bundesverdienstkreuz verliehen.

## Mitgliedschaften
- Deutsch-Palästinensische Gesellschaft
- Jerusalemverein (bis 2004)
- Gush Shalom
- Gründungsmitglied des ICPPP, des International Committee for the Protection of Palestinian People, Sektion Deutschland

## Ehrungen
- Bundesverdienstkreuz (1993)
- Ehrenmitgliedschaft Remarque-Gesellschaft (2008)

## Schriften
- Sag, Mutter, wie sieht Frieden aus? Dura Verlag Tossens 1993, ISBN  9783926703033
- Die Kinder von Bethlehem. meinhardt text und design 2000, ISBN   978-3933325112
- Nie wieder!? Was geschieht eigentlich hinter der Mauer in Palästina? Nur Verbrechen gegen die Menschlichkeit oder schleichender Völkermord? Selbstverlag 2007
- Gedichte für den Frieden in Nahost. Hrsg.: Milena Rampoldi. epubli 2016, ISBN 9783741846175